# 西野川 (川崎市)
西野川（にしのがわ）は、神奈川県川崎市宮前区の町名。現行行政地名は西野川1丁目から西野川3丁目で、住居表示実施済み区域。

## 地理
宮前区の南東部に位置し、東に野川本町、南と南西に南野川、1丁目と3丁目の間に野川台、北西に馬絹、北東に梶ケ谷と接している。

### 地価
住宅地の地価は、2025年（令和7年）1月1日の公示地価によれば、西野川1-40-38の地点で21万円/m²、西野川2-11-5の地点で18万5000円/m²となっている。

## 歴史

### 沿革
以前の歴史は、野川 (川崎市)#歴史を参照。
- 2019年（令和元年）10月15日 - 住居表示の実施に伴い、野川の一部から西野川1丁目及び西野川3丁目を新設[5][8]。

## 世帯数と人口
2025年（令和7年）6月30日現在（川崎市発表）の世帯数と人口は以下の通りである。
| 丁目        | 世帯数    | 人口    |
| ----------- | --------- | ------- |
| 西野川1丁目 | 1,931世帯 | 3,967人 |
| 西野川2丁目 | 1,159世帯 | 2,848人 |
| 西野川3丁目 | 1,341世帯 | 3,163人 |
| 計          | 4,431世帯 | 9,978人 |

### 人口の変遷
国勢調査による人口の推移。
| 年                | 人口  |
| ----------------- | ----- |
| 2020年（令和2年） | 9,470 |

### 世帯数の変遷
国勢調査による世帯数の推移。
| 年                | 世帯数 |
| ----------------- | ------ |
| 2020年（令和2年） | 3,842  |

## 学区
市立小・中学校に通う場合、学区は以下の通りとなる（2022年4月時点）。
| 丁目        | 番・番地等                              | 小学校               | 中学校             |
| ----------- | --------------------------------------- | -------------------- | ------------------ |
| 西野川1丁目 | 1～32番                                 | 川崎市立西野川小学校 | 川崎市立野川中学校 |
| 西野川1丁目 | 33～41番                                | 川崎市立野川小学校   | 川崎市立野川中学校 |
| 西野川2丁目 | 7～9番 14～26番 30～31番 33～37番       | 川崎市立野川小学校   | 川崎市立野川中学校 |
| 西野川2丁目 | 1～6番 10～13番 27～29番 32番           | 川崎市立西野川小学校 | 川崎市立野川中学校 |
| 西野川3丁目 | 1～2番 12～13番 23～26番 28番           | 川崎市立南野川小学校 | 川崎市立野川中学校 |
| 西野川3丁目 | 3～11番 14～22番 27番 29～47番 33～37番 | 川崎市立野川小学校   | 川崎市立野川中学校 |

## 事業所
2021年（令和3年）現在の経済センサス調査による事業所数と従業員数は以下の通りである。
| 丁目        | 事業所数  | 従業員数 |
| ----------- | --------- | -------- |
| 西野川1丁目 | 81事業所  | 582人    |
| 西野川2丁目 | 53事業所  | 565人    |
| 西野川3丁目 | 66事業所  | 461人    |
| 計          | 200事業所 | 1,608人  |

## 施設
西野川1丁目
市営野川西住宅
FUJI 上野川店（ホームセンターコーナン併設）
宮山スポーツプラザ
西野川2丁目
川崎市消防局宮前消防署野川出張所
川崎市立野川小学校
川崎市立野川中学校
亀ヶ谷学園 宮前幼稚園・宮前おひさまこども園
ティンクル上野川保育園
宮前スイミングスクール
パシオス 野川店（100円ショップダイソー併設）
西野川3丁目
宮前警察署 野川交番
セレサ川崎農業協同組合 野川支店
ゲオ 野川店

## その他

### 日本郵便
- 郵便番号 : 216-0044[3]（集配局 : 宮前郵便局[13]）

### 警察
町内の警察の管轄区域は以下の通りである。
| 丁目        | 番・番地等 | 警察署     | 交番・駐在所 |
| ----------- | ---------- | ---------- | ------------ |
| 西野川1丁目 | 全域       | 宮前警察署 | 野川交番     |
| 西野川2丁目 | 全域       | 宮前警察署 | 野川交番     |
| 西野川3丁目 | 全域       | 宮前警察署 | 野川交番     |